# Fatty's Jonah Day
Fatty's Jonah Day er en amerikansk stumfilm fra 1914 instrueret af Roscoe "Fatty" Arbuckle, der også spiller filmens hovedrolle.

## Medvirkende
- Roscoe 'Fatty' Arbuckle som Fatty.
- Norma Nichols
- Al St. John
- Frank Hayes
- Ted Edwards